# Memphis cleomestra
Espèce
Prepona cleomestra est une espèce d'insectes lépidoptères (papillons) de la famille des Nymphalidae, de la sous-famille des Charaxinae et du genre Memphis.

## Dénomination
Memphis cleomestra a été décrit par William Chapman Hewitson en 1869 sous le nom initial de Paphia cleomestra.

### Noms vernaculaires
Memphis cleomestra se nomme Cleomestra Leafwing en anglais.

### Sous-espèces
- Memphis cleomestra cleomestra; présent en Colombie
- Memphis cleomestra ada (Butler, 1875); présent à Panama et au Guatemala

## Description
Memphis cleomestra est un papillon aux ailes antérieures à bord costal bossu, apex pointu, bord externe concave près de l'apex, angle interne en crochet, bord interne concave et aux ailes postérieures munies ou non d'une queue.
Le dessus des ailes est noir, avec aux ailes antérieures une partie basale bleu clair métallisé et une bande marginale se prolongeant en séparant la pointe de l'apex formée de taches  bleu clair métallisé; aux ailes postérieures forme une bande de la base au bord externe près de l'angle anal et rejoint une bande marginale bleu clair métallisée.
Le revers est marron à reflets gris, vert et violet métallisé et simule une feuille morte.

## Biologie

### Plantes hôtes
Les plantes hôtes de sa chenille sont des Piper.

## Écologie et distribution
Memphis cleomestra est présent à Panama, au Costa Rica, au Guatemala et en Colombie.

### Protection
Pas de statut de protection particulier.